# Phyllodonta decisaria
Phyllodonta decisaria är en fjärilsart som beskrevs av Herrich-Schäffer 1870. Phyllodonta decisaria ingår i släktet Phyllodonta och familjen mätare. Inga underarter finns listade i Catalogue of Life.